# Rob Friend
Rob Friend (nascut el 23 de gener de 1981, a Rosetown, Saskatchewan) és un exfutbolista canadenc que jugava com a davanter. Va ser internacional amb el Canadà.